# Las bravías
Las bravías es un sainete lírico o zarzuela en un acto y 4 cuadros con música de Ruperto Chapí y libreto de José López Silva y Carlos Fernández Shaw, basado en La fierecilla domada de William Shakespeare. Se estrenó el 12 de diciembre de 1896 en el Teatro Apolo de Madrid. 

## Personajes
| Personaje                                 | Tesitura     | Reparto del estreno, 12 de diciembre de 1896 |
| ----------------------------------------- | ------------ | -------------------------------------------- |
| Patro, mujer fuerte y brava               | soprano      | Isabel Brú                                   |
| La Primorosa, novia de Gurriato           | tiple cómica | Clotilde Perales                             |
| Señá Melania, madre de la fierecilla      | actriz       | Pilar Vidal                                  |
| Lucio, pretendiente de Patro              | barítono     | Sr. Rodríguez                                |
| Epifanio, pretendiente frustrado de Patro | actor        | Sr. Ripio                                    |
| Gurriato, novio de Primorosa              | tenor cómico | Emilio Mesejo                                |
| Colás, padre de Patro                     | actor        | José Mesejo                                  |
| Señá Inicia                               |              | Sra. Alarcón                                 |